# 土峪天主堂
土峪天主堂，位于山东省淄博市淄川区。是山东省省级文物保护单位之一。1885年由德国人投资建立，后于1937至1939年重建，文化大革命时期遭到破坏，1982年修缮后重新使用。
主体建筑由青石垒成，设有天主堂、忏悔屋、神父楼、办公室、宿舍等多幢建筑。